# Бадарминское муниципальное образование
Бадарминское муниципальное образование — муниципальное образование со статусом сельского поселения в Усть-Илимском районе Иркутской области России. Административный центр — посёлок Бадарминск.

## Демография
По результатам Всероссийской переписи населения 2010 года численность населения муниципального образования составила 1033 человека, в том числе 494 мужчины и 539 женщин.

## Населённые пункты
В состав муниципального образования входят населённые пункты:
- Бадарминск
- Бадарма